# Auferstehungskirche (Senden)

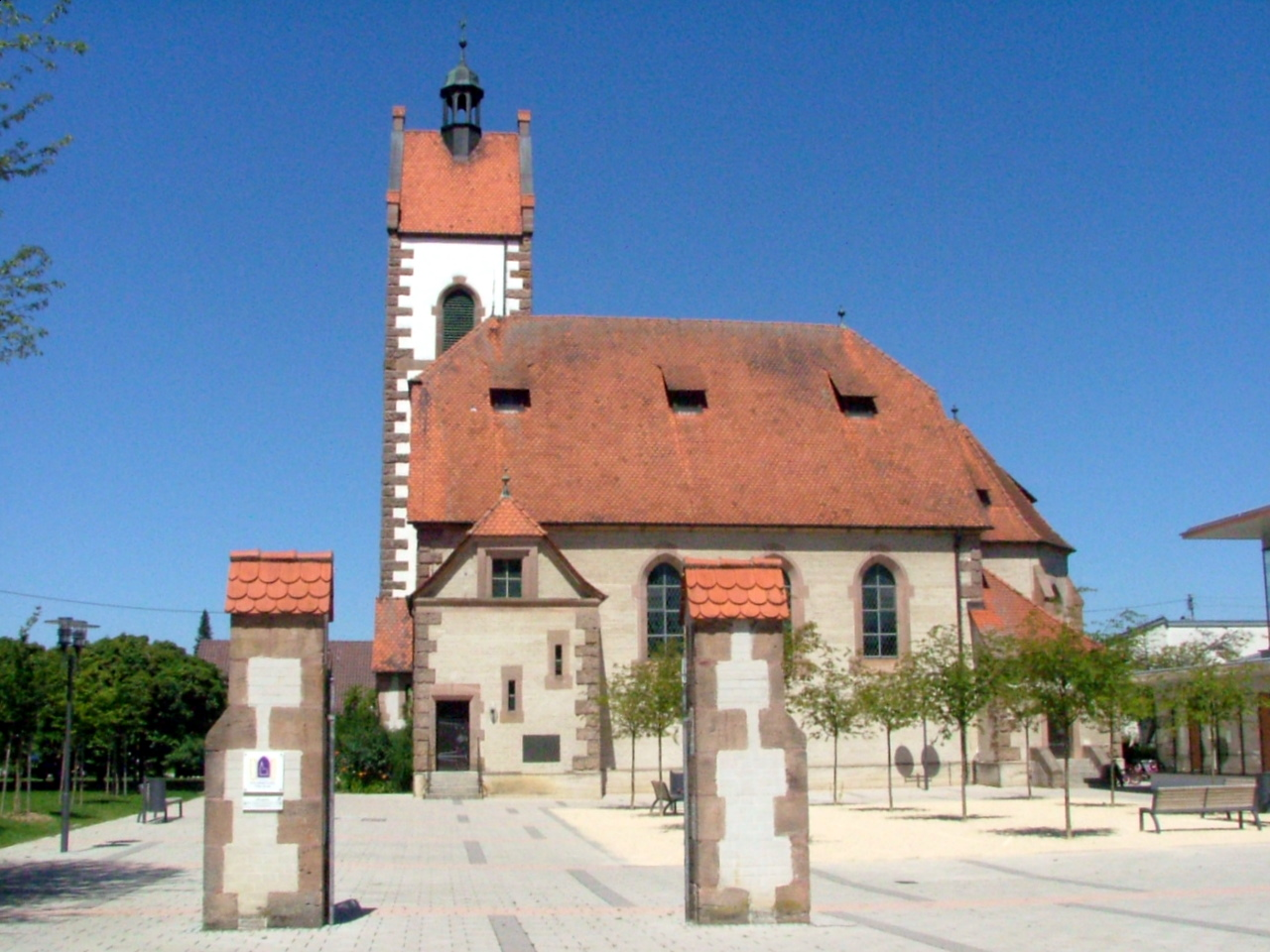
Auferstehungskirche in Senden

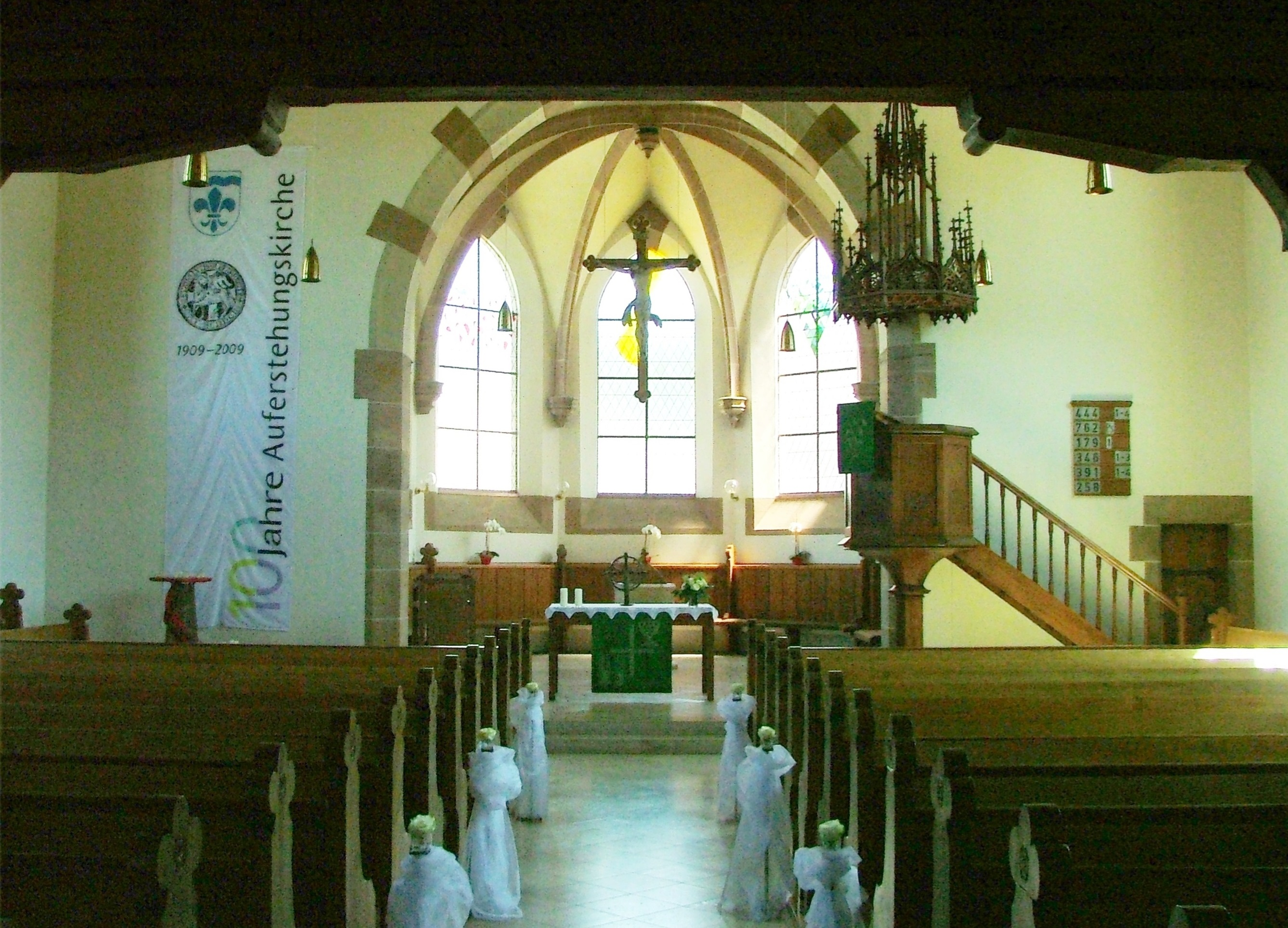
Innenraum (2009)

Die evangelisch-lutherische Auferstehungskirche steht in Senden, einer Stadt im schwäbischen Landkreis Neu-Ulm von Bayern. Das Bauwerk ist in der Liste der Baudenkmäler in Senden (Bayern) als Baudenkmal unter der Nr. D-7-75-152-1 eingetragen. Die Pfarrei gehört zum Dekanat Neu-Ulm des Kirchenkreises Augsburg der Evangelisch-Lutherischen Kirche in Bayern.

## Beschreibung
Die Pfarrkirche wurde 1907–1909 nach einem Entwurf von Theodor Eyrich erbaut. Die neugotische Saalkirche verfügt über ein Langhaus, das mit einem Krüppelwalmdach bedeckt ist. Der eingezogene, dreiseitig geschlossenen Chor liegt im Nordosten. Der Kirchturm steht an der Nordwestecke der Fassade; aus dessen Satteldach erhebt sich ein achteckiger, offener Dachreiter, der mit einer Glockenhaube bedeckt ist. Das oberste Geschoss beherbergt den Glockenstuhl mit vier Kirchenglocken. An den Giebeln sind die Zifferblätter der Turmuhr angebracht.

## Orgel
Zu ihrer Eröffnung 1909 erhielt die Kirche eine Orgel von G. F. Steinmeyer & Co. mit 16 Registern auf zwei Manualen und Pedal. 1993 erfolgte ein Neubau einer rein mechanischen Schleifladenorgel durch die Firma Orgelbau Schmid mit 20 Registern auf drei Manualen und Pedal, darunter einem Koppelmanual. Die Disposition lautet:
| II Hauptwerk C–g3 |       |
| Prinzipal         | 8′    |
| Spitzflöte        | 8′    |
| Oktav             | 4′    |
| Schwiegel         | 2′    |
| Mixtur III–IV     | 1 ⁄3′ |
| Trompete          | 8′    |

| III Brustwerk C–g3 |        |
| Holzgedackt        | 8′     |
| Salicional         | 8′     |
| Rohrflöte          | 4′     |
| Nasat              | 2 ⁄3′  |
| Prinzipal          | 2′     |
| Terz               | 1 3⁄5′ |
| Oktave             | 1′     |
| Oboe               | 8′     |
| Tremulant          |        |

| Pedal C–f1 |     |
| Subbaß     | 16′ |
| Oktavbaß   | 08′ |
| Gedacktbaß | 08′ |
| Rohrpfeife | 04′ |
| Prinzipal  | 02′ |
| Posaune    | 16′ |

- Koppeln: I. Manual = Koppelmanual II/III, II/P, III/P